# الأنيانيا
الأنيانيا هي حركة تمرد سودانية تم تأسيسها خلال الحرب الأهلية السودانية الأولى في الفترة ما بين 1955 و1972 م.

## اصل التسمية
اللفظ انيا- نيا Anya-Nya هو من لغة المادي بجنوب السودان ويعني سم الثعبان الأسود.

## التدريب والتنظيم
كانت الحركة في بداية أيامها غير منظمة، ضعيفة التسلح، يعوزها التدريب العسكري الجيد، إلا أنها تلقت باعتراف قادتها لاحقاً دعماً من دول مثل أوغندا وإسرائيل 
إلى جانب بعض المنظمات الكنسية. كما استعانت بخبرات بعض المرتزقة الأوروبيين وأبرزهم المرتزق الألماني رولف اشتاينر الذي تولى مهاماً تدريبية وقيادة عمليات واستشارة عسكرية (تم اعتقاله في أوغندا وتسليمه للسودان حيث جرت محاكمته بالسجن لمدة 20 عاماً قضى منها ثلاث أعوام قبل الإفراج عنه تحت ضغوط من حكومته لأسباب ذكر أنها صحية).
في عام 1970 م، قويت الحركة وأصبحت لها قيادة مركزية عامة وذلك بعد قيام جوزيف لاقو بتنحية اللواء أميليو تافانق قائد الحركة، وتم التنسيق الجيد مع جناحها السياسي حركة تحرير السودان.

## اتفاقية أديس أبابا ونهاية الحركة
تمكنت القوات المسلحة السودانية من توجيه ضربات قوية للحركة خاصة بعد نجاح عملية عسكرية أُطلق عليها اسم طلائع النصر والتي أدّت في سبتمبر / تشرين الأول 1970 م، إلى تدمير معسكر موتو، وكان يضم القيادة السياسة والعسكرية العليا لحكومة الأنيدي التي شكلتها الحركة، مما أدى إلى شل قدرة الحركة وشكل أحد الأسباب المهمة التي مهدت لمفاوضات سلام بينها وبين حكومة الرئيس نميري تحت رعاية أمبراطور إثيوبيا هيلا سيلاسي ومجلس الكنائس العالمي أفضت إلى اتفاقية اديس أبابا في 3 مارس / آذار 1972 م، التي منحت جنوب السودان حكماً ذاتياً في إطار السودان الموحد وتم حلّ الحركة واستيعاب عناصرها في الجيش والشرطة والخدمة المدنية السودانية وتعيين جوزيف لاقو نائباً لرئيس الجمهورية في السودان بذلك انتهت الحرب الأهلية الأولى

## انيانيا – تو
إنهارت اتفاقية إديس ابابا بعد عشر سنوات من عمرها لأسباب من بينها الفساد الذي استشرى وسط النخبة الجنوبية الحاكمة في جنوب السودان، وتأخر التنمية فيه فضلاً عن الصراع السياسي والقبلي بين دعاة تقسيم جنوب السودان إلى أقاليم تحكم نفسها بنفسها، والمتمسكين بوحدة الإقليم الجنوبي. وتأزم الوضع السياسي بتبني حكومة النميري فكرة التقسيم - في انتهاك لنصوص الاتفاقية. وفي عام 1978 قام متمردون في منطقة أعالي النيل بحمل السلاح ضد الحكومة المركزية مطلقين على نفسهم اسم أنيانيا- تو، أي حركة انيانيا الثانية (أو الجديدة) وكانت تلك بمثابة الشرارة التي أشعلت الحرب الأهلية السودانية الثانية التي قادتها الحركة الشعبية/الجيش الشعبي لتحرير السودان، وزعيمها جون قرنق.

## نهاية إنيانيا- تو
دخلت الحركتان في نزاع مسلح بسبب التنافس بينهما حول قيادة التمرد في الجنوب وانتهى النزاع بهزيمة انيانيا- تو، حيث انضم بعض عناصرها إلى الحركة الشعبية، بينما تحول البعض الآخر إلى مليشيات مدعومة من قبل الحكومة المركزية ضد الحركة الشعبية.